# ユニバーサル住宅販売
ユニバーサル住宅販売株式会社（ユニバーサルじゅうたくはんばい）は、神奈川県相模原市に本社を置く朝日土地建物グループの不動産会社。
主に不動産仲介業として、相模原市南区・中央区・緑区、町田市、横浜市緑区・青葉区・都筑区・瀬谷区、川崎市麻生区・多摩区、座間市などを中心に活動している。
また、古淵駅前に店舗を運営しており、地元密着での営業を心がけている。

## 概要
- 沿革　1993年（平成5年）10月　設立
- 資本金　3000万円
- 本社所在地　神奈川県相模原市南区古淵4-5-25
- 代表者　安西　正直
- 売上高　70億円（2014年）
- 従業員数　35名